# Jérôme Roussillon
Jérôme Roussillon (Sarcelles, 6 januari 1993) is een Frans voetballer die doorgaans als linksback speelt. Hij verruilde VfL Wolfsburg in januari 2023 voor Union Berlin. Roussillon debuteerde in 2023 in het Guadeloups voetbalelftal.

## Clubcarrière
Roussillon speelde in de jeugd bij Saint-Denis, INF Clairefontaine en FC Sochaux. Hij debuteerde op 2 mei 2012 voor FC Sochaux in de Ligue 1, tegen AC Ajaccio. Hij dwong tijdens het seizoen 2012/13 een vaste basisplaats af. Die verloor hij in 2013/14, voornamelijk vanwege blessures, maar heroverde hij in 2024/15. Sochaux was toen inmiddels afgezakt naar de Ligue 2.
Roussillon keerde in augustus 2015 terug op het hoogste niveau door over te stappen naar Montpellier. Hier werd hij meteen basisspeler. Hij speelde in drie seizoenen 87 wedstrijden voor Montpellier in de Ligue 1. In 84 daarvan stond hij aan de aftrap. Roussillon maakte op 31 oktober 2015 zijn eerste doelpunt in zijn profcarrière. Hij bracht Montpellier toen op 0–1 uit bij Toulouse (eindstand: 1–1). Hij scoorde dat seizoen ook tegen FC Nantes en Troyes AC.
Roussillon tekende in augustus 2018 voor vier jaar bij VfL Wolfsburg. Hij was ook hier 2,5 seizoen lang een onbetwiste basisspeler. Hij speelde in die tijd voor het eerst in de Europa League en in de eerste seizoenhelft van 2020/21 de Champions League. Coach Oliver Glasner begon vanaf januari 2021 andere keuzes te maken. Roussillon moest vanaf dat moment voor het eerst in zijn carrière regelmatig op de bank beginnen. Coach Mark van Bommel herstelde hem vanaf augustus 2021 in ere, maar werd een paar maanden later ontslagen. Daarna bleef Roussillon afwisselen tussen de bank en het veld. Coach Niko Kovač liet hem in de eerste seizoenshelft van 2022/23 alleen vier keer invallen.
Roussillon verruilde Wolfsburg in januari 2023 voor Union Berlin. Hiervoor speelde hij dat seizoen in 16 van de 19 speelronden die de competitie nog duurde. Roussillon maakte zo deel uit van het Union dat vierde werd in de Bundesliga en zich daarmee voor het eerst in de clubgeschiedenis plaatste voor de Champions League.

## Clubstatistieken
| Seizoen     | Club          | Competitie  | Competitie | Competitie | Beker | Beker | Internationaal | Internationaal | Totaal | Totaal |
| Seizoen     | Club          | Competitie  | Wed.       | Dlp.       | Wed.  | Dlp.  | Wed.           | Dlp.           | Wed.   | Dlp.   |
| ----------- | ------------- | ----------- | ---------- | ---------- | ----- | ----- | -------------- | -------------- | ------ | ------ |
| 2011/12     | FC Sochaux    | Ligue 1     | 4          | 0          | 0     | 0     | —              | —              | 4      | 0      |
| 2012/13     | FC Sochaux    | Ligue 1     | 25         | 0          | 3     | 0     | —              | —              | 28     | 0      |
| 2013/14     | FC Sochaux    | Ligue 1     | 1          | 0          | 0     | 0     | —              | —              | 1      | 0      |
| 2014/15     | FC Sochaux    | Ligue 2     | 24         | 0          | 1     | 0     | —              | —              | 25     | 0      |
| Club totaal | Club totaal   | Club totaal | 54         | 0          | 4     | 0     | 0              | 0              | 58     | 0      |
| 2015/16     | Montpellier   | Ligue 1     | 33         | 3          | 3     | 0     | —              | —              | 36     | 3      |
| 2016/17     | Montpellier   | Ligue 1     | 32         | 1          | 2     | 0     | —              | —              | 34     | 1      |
| 2017/18     | Montpellier   | Ligue 1     | 22         | 3          | 3     | 0     | —              | —              | 25     | 3      |
| Club totaal | Club totaal   | Club totaal | 87         | 7          | 8     | 0     | 0              | 0              | 95     | 7      |
| 2018/19     | VfL Wolfsburg | Bundesliga  | 28         | 3          | 3     | 0     | —              | —              | 31     | 3      |
| 2019/20     | VfL Wolfsburg | Bundesliga  | 29         | 1          | 1     | 0     | 7              | 0              | 37     | 1      |
| 2020/21     | VfL Wolfsburg | Bundesliga  | 20         | 0          | 0     | 0     | 3              | 0              | 23     | 0      |
| 2021/22     | VfL Wolfsburg | Bundesliga  | 10         | 1          | 1     | 0     | 5              | 0              | 16     | 1      |
| Club totaal | Club totaal   | Club totaal | 87         | 5          | 5     | 0     | 15             | 0              | 107    | 5      |
| TOTAAL      | TOTAAL        | TOTAAL      | 228        | 12         | 17    | 0     | 15             | 0              | 260    | 12     |

Bijgewerkt t/m 26 augustus 2019

## Interlandcarrière
Roussillon kwam uit voor Frankrijk –18 en Frankrijk –20. Hij speelde met geen van beide op een eindtoernooi. Roussillon debuteerde op 24 maart 2023 in het Guadeloups voetbalelftal. Bondscoach Jocelyn Angloma gaf hem toen meteen een basisplaats in een wedstrijd in de CONCACAF Nations League tegen Antigua en Barbuda.
1 Rønnow ·
2 Vogt ·
4 Leite ·
5 Doekhi ·
7 Vertessen ·
8 Khedira ·
9 Prtajin ·
10 Volland ·
11 Jeong ·
12 Klaus ·
13 Schäfer ·
14 Querfeld ·
15 Rothe ·
16 Hollerbach ·
17 Pefok ·
18 Juranović ·
19 Haberer ·
20 Bénes ·
21 Skarke ·
23 Ilić ·
24 Skov ·
26 Roussillon ·
28 Trimmel  ·
29 Tousart ·
36 Kemlein ·
37 Schwolow ·
Coach: Baumgart
Keeperstrainer: Gspurning